# Klaudia Gertchen
Klaudia Gertchen (ur. 11 lipca 1996 w Lesznie) – polska koszykarka występująca na pozycjach niskiej lub silnej skrzydłowej, reprezentantka kraju.
3 czerwca 2024 została zawodniczką AZS AJP Gorzów Wielkopolski. Przed sezonem 2025/2026 przedłużyła umowę z gorzowskim klubem.

## Osiągnięcia
Stan na 16 marca 2024.

### Klubowe
Seniorskie
- Mistrzyni Polski (2022[4], 2024[5])
- Wicemistrzyni Polski (2021, 2023)[6][7]
- Zdobywczyni:
  - Pucharu Polski (2022[8], 2023[9], 2024[10])
  - Superpucharu Polski (2021[11], 2022[12])
- Finalistka Pucharu Polski (2021)[13]
- Awans do PLKK z MUKS-em Poznań (2015)

Młodzieżowe
- Mistrzyni Polski juniorek starszych U–22 (2017)
- Brązowa medalistka mistrzostw Polski juniorek:
  - starszych U–22 (2015, 2016)
  - U–18 (2014)

### Indywidualne
- Największy postęp EBLK (2021)[14]